# Герреро, Эдуардо (гребец)
Эдуардо Герреро (исп. Eduardo Guerrero; 4 марта 1928, Сальто, провинция Буэнос-Айрес, Аргентина — 17 августа 2015, Буэнос-Айрес, Аргентина) — аргентинский спортсмен (академическая гребля), чемпион летних Олимпийских игр в Хельсинки (1952).

## Биография
Дебютировал на Олимпийских играх в Лондоне (1948), где уступил в полуфинале. 
В силу возраста аргентинская федерация гребли не доверила ему выступление в одиночке на летних Олимпийских играх в финском Хельсинки (1952). Однако спортсмен выиграл золотую медаль в заездах двоек парных вместе с Транкило Каппоццо (1918—2003), который был старше его на 10 лет. Примечательно, что Каппоццо не сразу согласился выступать с Герреро, поскольку последний не отличался дисциплинированностью. По возвращении на родину гребцы были приняты президентом Хуаном Пероном и его женой Эвой. В течение последующих 52 лет эта награда оставалась единственным олимпийским золотом Аргентины на Олимпиадах до побед футболистов и баскетболистов на Играх в Афинах (2004). 
В 1955 году военный диктатор Педро Арамбуру принял решение о запрете участия в международных соревнованиях для порядка 100 аргентинских атлетов, в том числе и Герреро, лишив гребца таким образом стартовать на летних Играх в Мельбурне (1956).
В 1980 году стал лауреатом премии Конекс как один из лучших гребцов в истории аргентинского спорта. 
С октября 2002 по январь 2003 гг. в возрасте 75 лет он проплыл на гребной лодке по реке Парана из Пуэрто-Игуасу в Буэнос-Айрес более 1500 км, посвятив это достижение юбилею своей исторической победы в Хельсинки.
Также играл в регби за Французский Спортивный клуб и был основателем и директором олимпийского музея Роданте.